# Thelypteris cutiataensis
Thelypteris cutiataensis är en kärrbräkenväxtart som först beskrevs av Alexander Curt Brade, och fick sitt nu gällande namn av Salino. Thelypteris cutiataensis ingår i släktet Thelypteris och familjen Thelypteridaceae. Inga underarter finns listade.